# Islamic Supreme Council of America
Islamic Supreme Council of America (kurz ISCA) ist eine muslimische Organisation in den USA.
ISCA vertritt traditionelle gemäßigte islamische Regeln und lehnt extremistische Formen des Islam, wie den Wahhabismus und andere islamistische Richtungen ab.
Scheich Hisham Kabbani, Mitbegründer und Vorsitzender des ISCA verdächtigt andere Organisationen wie den Council on American-Islamic Relations (CAIR) und den American Muslim Council des Extremismus.